# Kurt Stalder
Kurt Stalder (ur. 1912 w Magden, kanton Argowia, zm. 1996 w Bernie) – szwajcarski duchowny i teolog starokatolicki, profesor Uniwersytetu w Bernie, doktor honoris causa Chrześcijańskiej Akademii Teologicznej w Warszawie.

## Życiorys
Ukończył gimnazjum w Bazylei. W latach 1932–1936 odbył studia teologiczne w Bernie. W 1937 został duchownym starokatolickim. Był proboszczem w Grenchen (1937–1950) i Bernie (1950–1962). W 1959 uzyskał stopień doktora teologii. Od 1960 był profesorem nadzwyczajnym, a od 1962 profesorem zwyczajnym egzegezy Nowego Testamentu, katechetyki i homiletyki Chrześcijańskokatolickiego Wydziału Teologicznego Uniwersytetu w Bernie (do 1982). Senat Chrześcijańskiej Akademii Teologicznej w Warszawie nadał mu w 1994 tytuł doktora honoris causa.